# RMS Empress of China

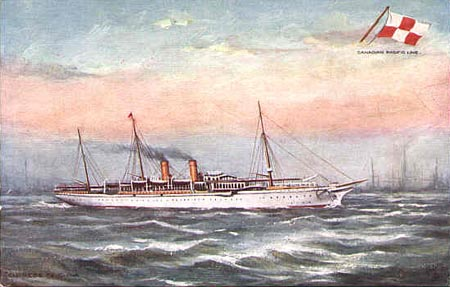
RMS „Empress of China”

RMS Empress of China – statek pasażerski armatora Canadian Pacific Steamships. Siostrzany statek RMS „Empress of Japan” i RMS „Empress of India”. Złomowany w 1912.

## Dane taktyczno-techniczne
- Długość 456 stóp
- Szerokość 57 stóp
- Prędkość 16 węzłów